# 54. Münchner Sicherheitskonferenz

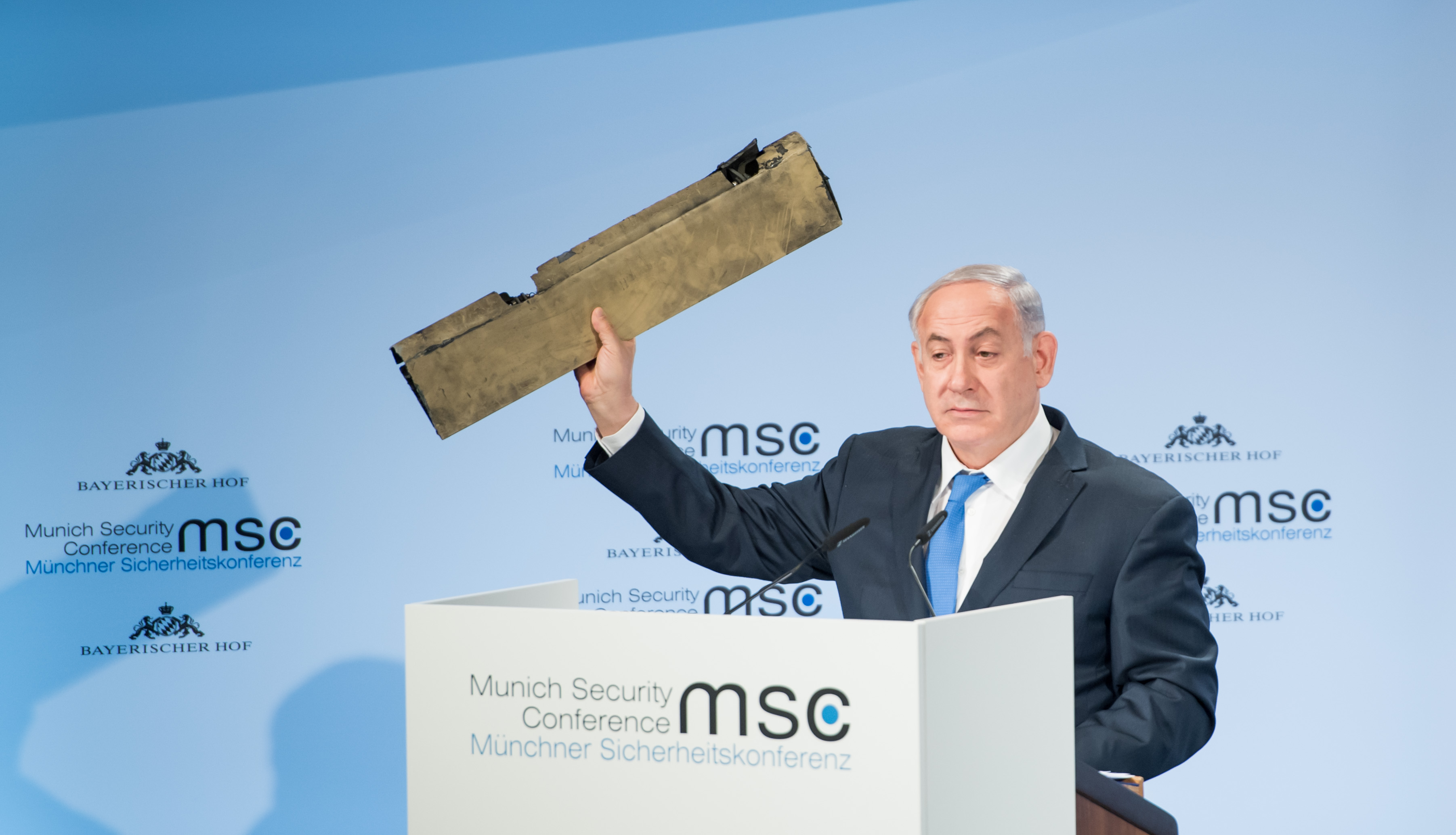
Der israelische Premierminister Netanyahu zeigt ein Metallteil, das angeblich von einer Drohne iranischer Produktion stammt.

Die 54. Münchner Sicherheitskonferenz (MSC 2018) fand vom 16. bis zum 18. Februar 2018 im Hotel Bayerischer Hof in München statt.

## Eröffnung
Zur Eröffnung sprachen Bundesverteidigungsministerin Ursula von der Leyen und die französische Verteidigungsministerin Florence Parly und bekräftigten ihren Willen zu einer stärkeren militärischen Kooperation. Mit der Ständigen Strukturierten Zusammenarbeit (Permanent Structured Cooperation/Pesco) sei, so von der Leyen, ein wichtiger Schritt zu einer „Verteidigungsunion“ erfolgt. Parly ergänzte, dass von Pesco solle eine „Kulturrevolution“ ausgehen solle, der weitere Projekte folgen.

## Themen
Vor der Konferenz wurde unter der Überschrift „To the Brink – and Back?“ der Munich Security Report 2018 veröffentlicht.
Zu den Hauptthemen der Konferenz und des Munich Security Reports 2018 gehörten die Krise der liberalen internationalen Ordnung und die Folgen des ersten Jahres der US-Präsidentschaft Donald Trumps. „Im letzten Jahr ist die Welt zu nahe an einen großen zwischenstaatlichen Konflikt gerückt“, erklärte der MSC-Vorsitzende Wolfgang Ischinger im Vorfeld der Konferenz. „Die rhetorischen Eskalationen einzelner Entscheidungsträger sind sehr besorgniserregend. Ob auf der koreanischen Halbinsel, im Golf oder in Osteuropa – wenn in aufgeladenen Situationen jemand eine falsche Entscheidung trifft, könnte das schnell eine gefährliche Kettenreaktion in Gang setzen“, warnte Ischinger.
So standen auf der Tagesordnung der Konferenz insbesondere die Zukunft und Handlungsfähigkeit der Europäischen Union und ihre Beziehungen zu Russland und den Vereinigten Staaten. Darüber hinaus wurden die Bedrohung der liberalen internationalen Ordnung, die zahlreichen Konflikte im Nahen und Mittleren Osten – insbesondere die sich verschlechternden Beziehungen zwischen den Golfstaaten – sowie die Entwicklung der politischen Lage im Sahel diskutiert. Auch Abrüstungsfragen wurden erörtert, dabei vor allem der Konflikt um das nordkoreanische Nuklearprogramm.
Podiumsdiskussionen wurden zu folgenden Themen organisiert:
- Verteidigungskooperation von EU und NATO
- Nukleare Sicherheitspolitik
- Sicherheit für den Sahel
- Dschihad nach dem Kalifat
- Länder zwischen Russland und Europa

## Teilnehmer
Erstmals nahm mit Benjamin Netanjahu ein israelischer Ministerpräsident an der Konferenz teil.
Zu den weiteren Gästen zählten der UN-Generalsekretär António Guterres, EU-Kommissionspräsident Jean-Claude Juncker und NATO-Generalsekretär Jens Stoltenberg.
Aus den USA waren Verteidigungsminister James Mattis und der Nationale Sicherheitsberater von US-Präsident Donald Trump, H. R. McMaster angereist. Die Delegation des amerikanischen Kongresses wurde von den Senatoren Sheldon Whitehouse und Robert Corker angeführt.
Zu den angereisten Staatsoberhäuptern und Regierungschefs zählten der ukrainische Präsident Petro Poroschenko, der ruandische Präsident Paul Kagame, sowie der Emir von Katar Scheich Tamim bin Hamad Al Thani. Die Premierministerin des Vereinigten Königreichs Theresa May, ihr österreichischer Amtskollege Bundeskanzler Sebastian Kurz und der türkische Ministerpräsident Binali Yıldırım nahmen auch an der MSC teil, ebenso wie der polnische Ministerpräsident Mateusz Morawiecki und der irakische Premierminister Haider al-Abadi.
Auch zahlreiche internationale Organisationen waren auf der MSC 2018 vertreten. Der Generalsekretär der Organisation für Sicherheit und Zusammenarbeit in Europa Thomas Greminger, die Chefanklägerin des Internationalen Strafgerichtshofs Fatou Bensouda und die Direktorin des Internationalen Währungsfonds Christine Lagarde nahmen teil. Ebenso der Kommissionspräsident der Afrikanischen Union Moussa Faki, der Direktor des Welternährungsprogramms David Beasley, der Präsident des Internationalen Komitees vom Roten Kreuz Peter Maurer und der Exekutivdirektor von Human Rights Watch Kenneth Roth.
Als Vertreter der geschäftsführenden Bundesregierung nahmen Bundesaußenminister Sigmar Gabriel, Verteidigungsministerin Ursula von der Leyen, Bundesinnenminister Thomas de Maizière und der Bundesminister für wirtschaftliche Zusammenarbeit und Entwicklung, Gerd Müller, an der Konferenz teil gemeinsam mit Bundestagsabgeordneten aller Fraktionen.

## Nebenveranstaltungen
Die Hauptkonferenz wurde von zahlreichen, teils öffentlichen Nebenveranstaltungen begleitet, die von internationalen Institutionen und Organisationen ausgerichtet wurden. Dazu zählten die Vereinten Nationen, die Afrikanische Union, das Internationale Komitee des Roten Kreuzes, die Organisation für Sicherheit und Zusammenarbeit in Europa, NATO sowie NGOs und Institutionen wie die Robert Bosch Stiftung, die Gesellschaft für Internationale Zusammenarbeit (GIZ), Transparency International, das Deutsche Zentrum für Luft und Raumfahrt, die Bill & Melinda Gates Foundation, das Stockholm International Peace Research Institute, das Center for Strategic and International Studies und das Atlantic Council. Hinzu kamen öffentliche Events wie eine gemeinsame Literaturserie mit dem Börsenverein des Deutschen Buchhandels sowie mehrere Veranstaltungen zu Technologie- und Cyberthemen. Am Vorabend der Konferenz lud die Konferenz zu einem „Town Hall Meeting“ mit dem Titel „The Force Awakens: Artificial Intelligence and Modern Conflict“ im Hotel Bayerischer Hof ein.

## Preisverleihungen
Dem US-amerikanischen Politiker John McCain wurde für seine Verdienste um die transatlantischen Beziehungen und die Sicherheitskonferenz der Ewald-von-Kleist-Preis verliehen. Da Senator McCain krankheitsbedingt nicht nach München reisen konnte, nahm seine Frau Cindy den Preis für ihn entgegen.  Viele Jahre führte McCain als Senator die amerikanische Kongressdelegationen zu den Sicherheitskonferenzen an.
Wolfgang Ischinger, dem Vorsitzenden der Konferenz, wurde der Nunn-Lugar Award for Promoting Nuclear Security von der Carnegie Corporation und dem Carnegie Endowment for International Peace verliehen.

## Sicherheitsmaßnahmen
Die Münchner Stadtmitte wurde von 4000 Polizeibeamten bewacht. Es waren laut Polizeiangaben bis zu 20 Gegendemonstrationen geplant.